# 塞瓦斯托波爾戰役 (1918年)
塞瓦斯托波爾戰役 (1918年)發生於1918年4月19日—5月1日間，是第一次世界大戰克里米亞行動的一部分，最終德烏聯軍勝利。